# Староарапски језик
Староарапски језик је најраније потврђена фаза арапског језика, почев од прве потврде личних имена у деветом веку пре нове ере, кулминирајући кодификацијом класичне арапије почетком VII стољећа. Првобитно је основни језик Сафаитиски и Хисмаитски на којима су били натписи, настао је првенствено од модификоване Набатајског писма након пропасти Набатејског краљевства. Поред тога, натписи на старојм арапском су потврђени у Даданитичком писму и грчкој абецеди, од којих се овај други показао неопходним у реконструкцији језичке фонологије.

## Класификација
Стари арапски језик и његови потомци су централни семитски језици и најслабије су повезани са северозападним семитским језицима, језицима даданитског, тајамитским натписима, слабо разуменим језицима означеним ка Тхамудиски и древним језицима Јемена написаним на древном јужно-арапском писму. Стари арапски језик, међутим, разликује се од свих од њих следећим иновацијама:
- 1. Негативне речце м */мā/; лʾн*/лā-ʾан/ > КАр лан
- 2. мафʿул Г-пасивном партиципу
- 3. предлози и прилозима ф, 'н,',, хт,'кди
- 4. неким коњуктивима у гласу – a
- 5. изговора гласа –т
- 6. нивелисање - на аломорфу женског краја
- 7. комплементарности и подређености гласа –н
- 8. употреба ф- за увођење модалних реченица
- 9. независно састављање заменица са (') и
- 10. трагови нунације

## Историја
Најраније потврде арапског су лична имена из асирског периода. Од II века п. н. е надаље, лична имена су потврђена натписима Набатејаца, а Набатејски арапски супратратни утицај може се видети на Набатејско арамејском. Датирани у 1. век п. н. е, Сафаитски и Хисмаитски натписи, сконцентрисани у Хаурану и Хисми одговарају на форме арапског језика које користе номади тих региона.
Касна античка је пратила језичку Арабизацију даље: у Јемену у 6. веку, поготово на језику трговине и међу војском, и након утицаја Кинда у Палестини, како се очекивало, у подручјима где су древна северна арапске писма била коришћена . Међутим, Набатејско писмо функционално није заменило древна северна арапска писма, а нестајање натписа у древним северно-арапским писањима можда је имало више везе са интеграцијом народа који су их произвели у арапско друштво у настајању у којем је дан -на-дана улога ових народа се променила.

## Дијалекти, акценти и варијанте
Сафаитски натписи припадају континууму старо арапских дијалеката који укључује и дијалект који се говори у деловима Набатаје и језик који су исписани химским записима.
Различити континуум, Стари Хигази, је основа Куранског консонантног текста и постао је литерарни регистар и престиж говорног дијалекта Омајадског царства. Још напреднији облик је потврђен на папиру и довео је до раних арапских колоквијала на којима се налазила грчка транскрипција.

## Системи писања

### Химански и Сафаитски језици
Текстови који су састављени на оба писма садрже скоро 50.000 занкова који пружају прилично детаљан приказ старог арапског језика.

### Даданитски језик
Један текст, састављен на Даданитичком писму, из северозападне Арабије, даје једини не-набатејски пример старог апског језика из Хиџаза.

## Набатејски језик
На Набатејском писму су откривена само два текста која су у потпуности написана на арапском језику. Натпис Ен Авдат садржи две линије арапске молитве или химне уграђене у арамејски заветни натпис. Други је натпис Намарах, из 328 г. н. е, који је подигнут око 60 mi (97 km) југоисточно од Дамаска. Већина примера арапског језика долазе из супстрата који су били под утицајем језика као што су набатејски арамејски језик.

## Прелазни Набатејско-арапски
Све већи корпус текстова урезан на писму које је било између класичног Набатејско арамејског и оног које се сада зове арапско писмо из северозападне Арабије обезбеђује даље лексички и неки морфолошки материјал за касније фазе старог арапског на овом подручју. Текстови пружају важне увиде у погледу развоја арапског писма из његовог Набатејског претка и представљају важан поглед на дијалекте старог Хиџаза.

## Арапски
Само три прилично кратка натписа у потпуно развијеном арапском писму познате су из предисламског периода. Долазе из VI века из Сирије, два из јужне регије на границама Хаврана, Џабал Усајс (528. г. н. е.) и Харран (568. г. н. е), а један из Зебеда (512. г. н. е), града близу Алепа. Они су осветлили лингвистички карактер арапског језика и занимљиви су због информација које пружају о еволуцији арапског писма.

## Грчки
Фрагментни докази на грчком писму, "Греко-Арабика", једнако су кључни како би помогли у потпуности разумијевању старог арапског језика. Она обухвата примере старог арапског на грчкој транскрипцији из документарних извора. Предност грчког писма је у томе што нам даје јасан поглед на самогласнике старог арапског језика и може да баци светло на важну фонетичку реализацију старих арапских фонема. Коначно, један преисламски арапски текст састављен на грчким словима је познат, и означен А1.